# Крейсери класу «Шарнгорст» (1906)
Кораблі першого німецького  класу «Шарнгорст» (нім. Scharnhorst-Klasse) були, після класу «Роон», другим класом великих крейсерів Імперського флоту, які мали збільшену водотоннажність порівняно з попередніми класами. Клас складався з двох кораблів: SMS Scharnhorst і SMS Gneisenau. Два кораблі, названі на честь прусських військових реформаторів часів визвольних воєн, є одними з найвідоміших кораблів у Німеччині того часу завдяки історії їх участі в боях та загибелі в ході Першої світової війни.

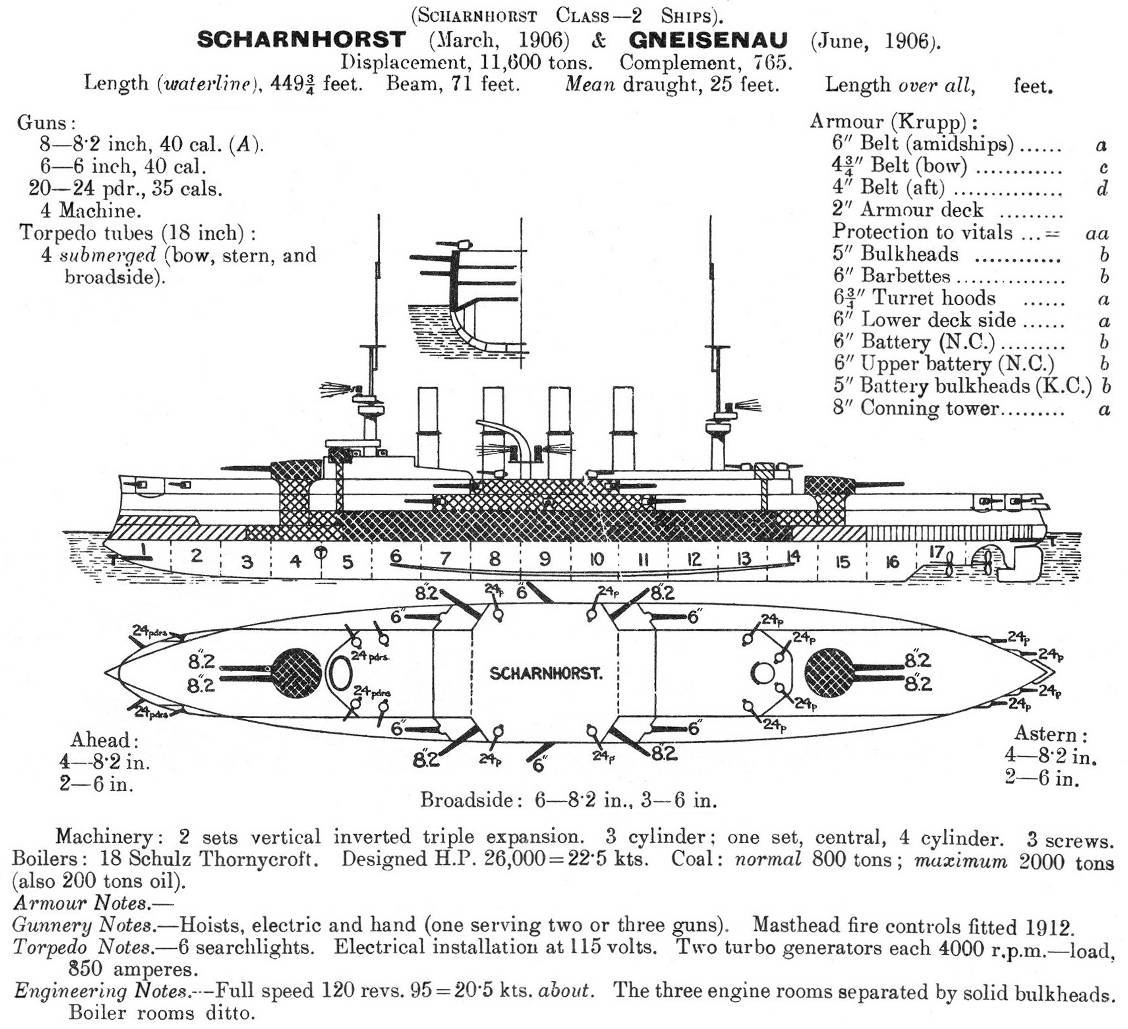
Бічна та верхня проєкція кораблів класу «Шарнгорст»

Ці два кораблі були більшими від будь-якого з німецьких броненосних крейсерів, побудованих раніше. Обидва кораблі вже застаріли після того, як були введені в експлуатацію - через розроблену в той же час концепцію британського лінійного крейсера. Потім їх використовували за кордоном. Для свого часу виникнення як броненосні крейсери вони були досить швидко озброєні, але через модернізацію в швидкий прогрес у тогочасному міжнародному військовому суднобудуванні до моменту введення в стрій вони вже застаріли. Наступний єдиний корабель, SMS Blücher, представляв значний прогрес у серії кораблів, які називаються великими крейсерами у ВМС Німеччини, порівняно з класом Scharnhorst.

## Представники
| Назва                       | верф                  | закладення кілю | спуск на воду         | введення в експлуатацію | Затоплення                                               |
| --------------------------- | --------------------- | --------------- | --------------------- | ----------------------- | -------------------------------------------------------- |
| «Ґнайзенау» SMS Gneisenau   | AG Weser, Бремен      | 1904            | 14 червня 1906        | 6 березня 1908          | 8 грудня 1914 потоплений англійською морською артилерією |
| «Шарнгорст» SMS Scharnhorst | Blohm & Voss, Гамбург | 1905 рік        | 22 Березень 1906 року | 24 жовтня 1907          | 8 грудня 1914 потоплений англійською морською артилерією |